# Cămineasca, Giurgiu
Cămineasca este un sat în comuna Schitu din județul Giurgiu, Muntenia, România.